# Diamma bicolor
Diamma bicolor  (лат.) — вид ос из семейства Thynnidae (ранее в Tiphiidae), единственный в составе рода Diamma и подсемейства Diamminae. Эндемик Австралии. Голубовато-зелёная металлически блестящая оса с красными ногами. Самки бескрылые, длиной до 23 мм. Охотятся на медведок, которых парализуют жалом и откладывают на них свои яйца. Яд достаточно опасен, у человека иногда может вызвать анафилактический шок. Самцы мельче, крылатые (до 15 мм). Имаго питаются нектаром, опылители цветов. Австралия: Виктория, Новый Южный Уэльс, Тасмания, Южная Австралия.